# Reta
Reta is een plaats in het Argentijnse bestuurlijke gebied Tres Arroyos in de provincie Buenos Aires. De plaats telt 495 inwoners.